# Geertje Wielema
Geertje Wielema, född 24 juli 1934 i Hilversum, död 18 augusti 2009 i Almere, var en nederländsk simmare.
Wielema blev olympisk silvermedaljör på 100 meter ryggsim vid sommarspelen 1952 i Helsingfors.